# Hind Dehiba
Hind Dehiba, née Chahyd le 17 mars 1979 à Khouribga au Maroc, est une athlète française d'origine marocaine, pratiquant le 800 et le 1500 mètres.

## Biographie

### Carrière chez les jeunes (1993 - 1998)
À 14 ans (minime 2e année), Hind Chahyd réussit le temps de 4 min 21 s sur 1 500 m (pieds nus) et 9 min 26 s sur 3 000 m. Elle est sélectionnée par Saïd Aouita (DTN marocain de l'époque) pour sa première compétition internationale en 1994 lors des Championnats d'Afrique juniors d'athlétisme à Alger. Elle se classe 6e sur le 3 000 m junior alors qu'elle n'est que minime. Elle devient vice-championne du monde cadette scolaire de cross country en 1996 en Turquie (championne du monde cadette de cross par équipes).
Hind Chahyd améliore tous les records nationaux marocains du 1 500 m, 3 000 m et du 5 000 m en catégories minime et cadette. En 1997, elle se classe 21e aux Championnats du monde de cross à Turin pour sa première participation en catégorie junior. Le 16 avril 1998 à Rabat, elle réalise le record national junior du 1 500 m en 4 min 11 s 3 (3e meilleure performance mondiale en catégorie junior de 1998).
Afin de réaliser ses études d'inspectrice et de cadre technique des sports à l'Institut des sports Moulay-Rachid de Rabat-Salé, Hind Dehiba met un terme momentané à sa carrière sportive de juillet 1998 à juin 2003.

### 2003: Retour sur les pistes
En 2003, après seulement quelques semaines d'entraînement et à la surprise générale, Hind Chahyd se qualifie aux Championnats de France à Narbonne sur la distance de 800 m et se classe 5e. Elle décide alors de reprendre sérieusement l'entraînement en vue de se qualifier un an plus tard pour les Jeux olympiques de 2004.
Lors d'un stage d'entraînement en altitude en décembre 1997 à Ifrane, Hind Chahyd rencontre Fodil Dehiba, un athlète français, champion de France espoir sur 10 000 m. Ils se marient en France le 22 mars 2003. Elle obtient la nationalité française la veille de la clôture des engagements pour les Jeux olympiques d'Athènes, le 22 juillet 2004, ce qui provoque une polémique avec le CNO marocain qui pensait la sélectionner. Aux Jeux olympiques d'Athènes, elle court pour la France et se classe huitième de la troisième série éliminatoire du 1 500 m, à 80 centièmes seulement de la dernière place qualificative en demi-finale.

### 2005: Médaillée internationale, parmi l'élite mondiale
En 2005,  Hind Dehiba gagne la médaille de bronze des Championnats d'Europe en salle à Madrid sur 1 500 m. En 2010 elle remporte la médaille d'argent lors des Championnats d'Europe à Barcelone toujours sur le 1 500 m.
Hind Dehiba et son mari partent régulièrement en stage à Albuquerque, au Nouveau-Mexique, pendant les mois d’hiver. Ils s'y entrainent en compagnie d'autres athlètes français qui apprécient la ville pour ses installations, ses parcours d'entraînement, son climat et son altitude. Albuquerque devient leur deuxième maison et ils gardent des attaches avec de nombreux anciens athlètes qui ont décidé de s'y installer définitivement, Américains, athlètes francophones ou membres de la communauté des Amérindiens du peuple Pueblos.
En 2005, Hind Dehiba se classe deuxième au Meeting Areva et établit un record de France du 1 500 m à Rieti en 4 min 00 s 49, puis 3 min 59 s 76 en 2010, record battu par Agathe Guillemot le 7 juillet 2024 à Paris avec 3 min 58 s 05.
Durant l'hiver 2006, elle se classe 4e de la finale des Championnats du monde en salle  sur 1 500 m à Moscou, elle y bat le record de France en 4 min 05 s 63.

### 2007: Suspension pour dopage
En janvier 2007, Hind Dehiba est contrôlée positive à l'EPO et est suspendue pour deux ans. Elle fait son retour sur les pistes en 2009,.

### 2009 - 2012: Retour et triomphe

#### Saison 2009
Le 13 juillet 2009 à Athènes, Hind Dehiba réalise le temps de 4 min 03 s 43 sur 1 500 m et franchit les minima qualificatifs aux Championnats du monde de Berlin. Elle remporte les championnats de France à la fois sur 800 m et 1 500 m à Angers. Elle est stoppée en demi-finale des championnats du monde par une chute provoquée par une athlète kényane en série ; elle conserve un hématome qui la handicape lors de la demi-finale.

#### Saison 2010: vice-championne d'Europe
Aux Championnats d'Europe d'athlétisme 2010 de Barcelone, Hind Dehiba remporte la médaille d'argent du 1 500 m en 4 min 01 s 17, s'inclinant face à l'Espagnole Nuria Fernández. Un mois plus tard à Split, elle remporte le 1 500 m très tactique de la Coupe continentale (anciennement Coupe du monde des nations) au sein de l'équipe d'Europe, devançant notamment la championne olympique kényane Nancy Langat dans un sprint très serré. Cette dernière est victime d'une chute à dix mètres de l'arrivée en tentant de saisir le bras de Hind Dehiba pour la déstabiliser. Elle termine sa saison en remportant le meeting de Carmaux (Tarn) où elle établit la meilleure performance mondiale de l'année sur le mile en 4 min 29 s 06.
En décembre 2010, l'affaire de dopage GALGO éclate. Elle prouve que Nuria Fernández a été cliente du Docteur Fuentes. Les écoutes téléphonique et les aveux de son entraîneur Manuel Pascual indiquent qu'elle a utilisé une substance dopante le jour de la finale des Championnats d'Europe 2010 du 1500m. Mais un juge décide d'enterrer les preuves de la culpabilité de Nuria Fernández, ce qui lui permet de ne jamais être disqualifiée de son titre européen, qui aurait dû revenir à Hind Dehiba.
En 2011, Hind reprend sa saison à Montreuil sur le mile où réalise la meilleure marque mondiale de l'année avec 4 min 29 s 59.

#### Saison 2012: conclusion
En mars 2012, Hind Dehiba termine à la 5e place des Championnats du monde en salle d'Istanbul dans le temps de 4 min 10 s 30. Elle est reclassée quatrième à la suite du test antidopage positif de la Biélorusse Natallia Kareiva (initialement 4e) puis est finalement médaillée de bronze le 17 août 2015 (décision du Tribunal arbitral du sport de Lausanne) après la disqualification pour dopage de la Turque Aslı Çakır Alptekin, initialement médaillée de bronze.
Fin juin, elle est éliminée en demi-finale des Championnats d'Europe en prenant la quatorzième place des participantes (finalement 9e après la disqualification de 5 athlètes pour dopage). Cette compétition est la dernière de Hind Dehiba au niveau international. L'affaire de dopage et de corruption de l'IAAF dénoncé en 2015,démontre que plusieurs athlètes (Russes et Turcs) ont participé dopées à ce Championnat d'Europe d'Helsinki, ce qui a empêché Hind d'accéder à la Finale. Les minima pour les Jeux Olympiques de Londres 2012 ont été donc surévalué (4 min 02 s 90) alors que Hind réalise 4 min 03 s 02 dans la période de qualification. De même que le classement mondial 2011 et 2012 qui permettait un repêchage aux Jeux Olympiques 2012 si un athlète français figurait dans le top 16 mondial (à 3 par nation). Hind figurait 17e au moment de la sélection définitive, mais elle réintègre en 2015 le top 16 mondial de l'année 2011 (15éme mondiale à 3 par nation) à la suite de la découverte de cas d'athlètes Russes Positives caché par la Fédération Internationale en échange de pot de vin. Cette affaire de corruption étant jugée par la Justice Française (le juge d'instruction est Renaud Van Ruymbeke), Hind décide de se porter partie civile comme l'avait fait au préalable la marathonienne Christelle Daunay.

## Exploits
Au cours de sa carrière Hind Dehiba réussit 3 podiums en Diamond League, 2e à Paris en 2005, 2e à Paris en 2010 (après disqualification d'Anna Alminova pour dopage) et 3e à Lausanne en 2011. Elle est classée 4e du World Ranking en 2005 et 2010 sur 1 500 m. Elle remporte trois fois les Championnats de France en salle sur 1 500 m (2004-2005 et 2011), 5 fois les championnats de France en plein air sur 1 500 m (2005, 2006, 2009, 2011 et 2012) ainsi que les championnats de France sur 800 m en 2009.
Elle devient la première athlète française à avoir couru un 1 500 m en moins de 4 min 00 s, soit 3 min 59 s 76 au Meeting Diamond League de Paris au Stade de France le 16 juillet 20102010. Score battu par Agathe Guillemot le 7 juillet 2024 à Paris en 3'58"05
Hind Dehiba court durant sa carrière 35 fois en moins de 4 min 10 s et 15 fois en moins de 4 min 05 s au 1 500 m. Sur le 800 m, elle court 4 fois en moins de 2 min 00 s. Deux fois Hind Dehiba court en moins de 4 min 30 s  sur le mile (meilleure performance mondiale 2010 et 2011) ainsi que 2 fois en moins de 9 min 00 s  sur 3 000 m.
Le 13 octobre 2012 à Meaux, elle est élue membre du Comité directeur du Comité de Seine-et-Marne d'athlétisme pour une durée de 4 ans. Elle siège à la Commission du sport de haut niveau et préside la Commission des athlètes.
Hind Dehiba est classée athlète professionnelle pour une durée de deux ans au sein de la Ligue nationale d'athlétisme (LNA) du 1er janvier 2011 au 31 décembre 2012.

## Vie privée
Hind Dehiba est en couple depuis 2002 avec Fodil Dehiba, champion de France en catégorie espoir du 10 000 m (1997). Ils célèbrent leur union le 22 mars 2003. Ils vivent à Paris, à Rabat, et à Albuquerque (États-Unis), ville où elle donne naissance à son premier enfant, une petite fille nommée Inès, le 23 juillet  2013. Le 14 novembre 2016 à Corbeil-Essonnes (France), elle donne naissance à des triplés (un garçon et deux filles) prénommés Adam, Jana et Salma. Ils s'installent à Fontainebleau (France).
Dans une logique de reconversion, Hind reprend en 2015 des études et obtient le Diplôme universitaire européen de préparateur physique à l'Université de Lyon 1 en STAPS, option Athlétisme.

## Palmarès

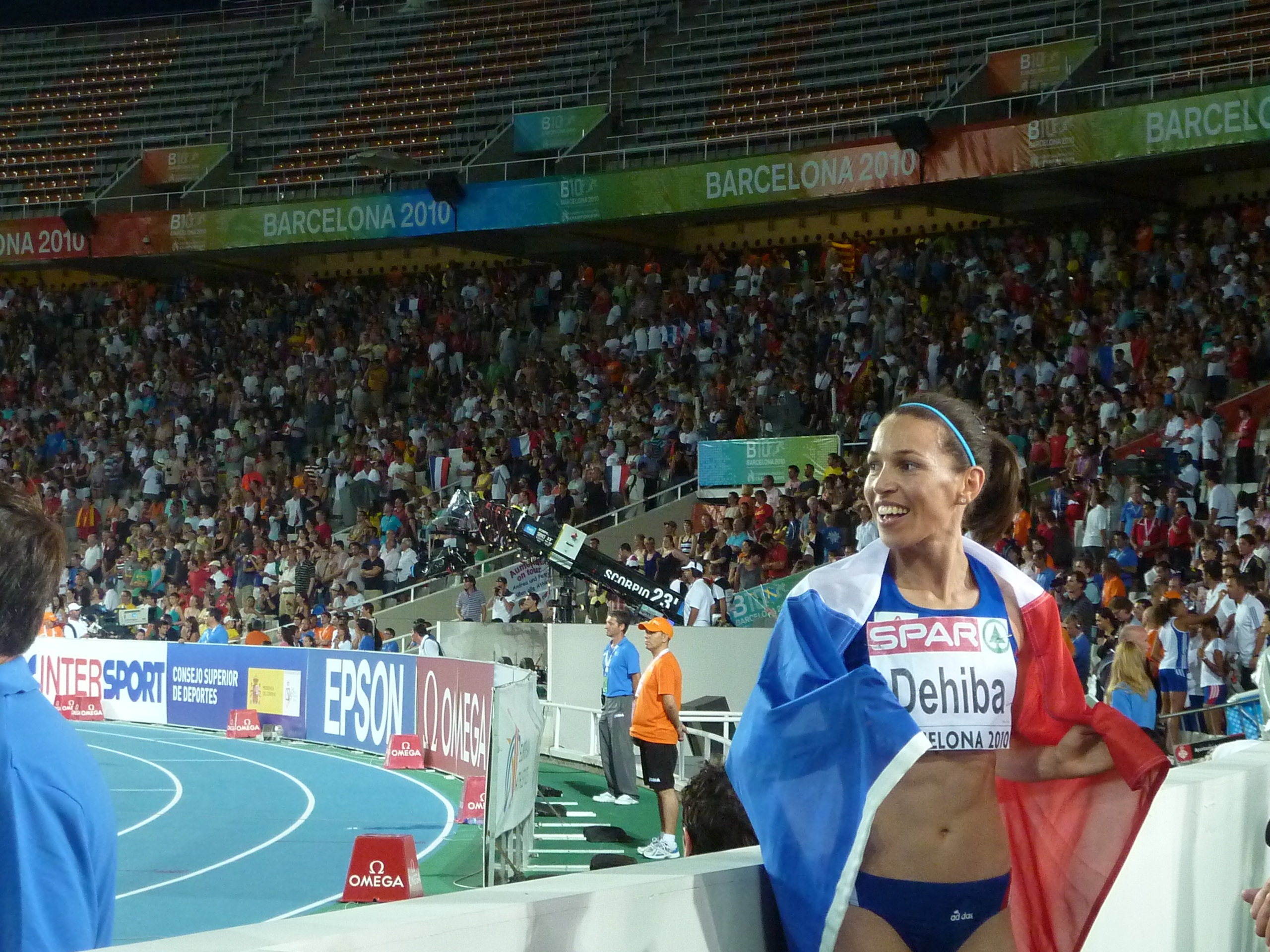
Hind Dehiba lors des Championnats d'Europe 2010

| Année                     | Compétition                              | Lieu      | Place | Épreuve      | Temps         |
| ------------------------- | ---------------------------------------- | --------- | ----- | ------------ | ------------- |
| Concourant pour le Maroc  |                                          |           |       |              |               |
| 1994                      | Championnats d'Afrique juniors           | Alger     | 6e    | 3 000 m      | -             |
| 1996                      | Championnats du monde scolaire de cross  | Antalya   | 2e    | Individuelle |               |
| 1996                      | Championnats du monde scolaire de cross  | Antalya   | 1re   | Par équipes  | -             |
| 1997                      | Championnats du monde de cross           | Turin     | 21e   | 4 689 m      | 15 min 57 s   |
| 1998                      | Championnats du monde de cross           | Marrakech | 23e   | 6 km         | 20 min 55 s   |
| Concourant pour la France |                                          |           |       |              |               |
| 2004                      | Finale mondiale                          | Monaco    | 8e    | 3 000 m      | 8 min 53 s 86 |
| 2005                      | Championnats d'Europe en salle           | Madrid    | 3e    | 1 500 m      | 4 min 07 s 20 |
| 2005                      | Coupe d'Europe des clubs                 | Lagos     | 1re   | 1 500 m      | 4 min 18 s 01 |
| 2005                      | Finale mondiale                          | Monaco    | 5e    | 1 500 m      | 4 min 02 s 08 |
| 2005                      | Championnats de France en salle          | Liévin    | 1re   | 1 500 m      | 4 min 14 s 70 |
| 2005                      | Championnats de France                   | Angers    | 1re   | 1 500 m      | 4 min 16 s 46 |
| 2006                      | Championnats du monde en salle           | Moscou    | 4e    | 1 500 m      | 4 min 05 s 67 |
| 2006                      | Championnats de France                   | Tomblaine | 1re   | 1 500 m      | 4 min 14 s 71 |
| 2006                      | Championnats d'Europe                    | Göteborg  | 9e    | 1 500 m      | 4 min 05 s 46 |
| 2006                      | Finale mondiale                          | Stuttgart | 8e    | 1 500 m      | 4 min 09 s 73 |
| 2006                      | Championnats du monde militaire de cross | Tunis     | 3e    | Individuelle | -             |
| 2006                      | Championnats du monde militaire de cross | Tunis     | 1re   | Par équipes  | -             |
| 2009                      | Championnats de France                   | Angers    | 1re   | 800 m        | 2 min 06 s 24 |
| 2009                      | Championnats de France                   | Angers    | 1re   | 1500m        | 4 min 11 s 87 |
| 2010                      | Championnats de France en salle          | Paris     | 2e    | 1 500 m      | 4 min 16 s 09 |
| 2010                      | Championnats de France                   | Valence   | 2e    | 1 500 m      | 4 min 18 s 88 |
| 2010                      | Championnats d'Europe                    | Barcelone | 2e    | 1 500 m      | 4 min 01 s 17 |
| 2010                      | Coupe continentale                       | Split     | 1re   | 1 500 m      | 4 min 19 s 78 |
| 2010                      | DécaNation                               | Annecy    | 1re   | 1 500 m      | 4 min 10 s 26 |
| 2011                      | Championnats de France en salle          | Aubière   | 1re   | 1 500 m      | 4 min 15 s 24 |
| 2011                      | Championnats de France                   | Albi      | 1re   | 1 500 m      | 4 min 08 s 17 |
| 2012                      | Championnats du monde en salle           | Istanbul  | 3e    | 1 500 m      | 4 min 10 s 30 |
| 2012                      | Championnats de France                   | Angers    | 1re   | 1 500 m      | 4 min 18 s 60 |
| 2012                      | Championnats d'Europe                    | Helsinki  | 9e    | 1 500 m      | 4 min 12 s 79 |

### Records
| Épreuve |              | Performance      | Lieu    | Date              |
| ------- | ------------ | ---------------- | ------- | ----------------- |
| 800 m   | En plein air | 1 min 58 s 67    | Milan   | 9 septembre 2010  |
| 800 m   | En salle     | 2 min 04 s 30    | Liévin  | 8 février 2011    |
| 1 500 m | En plein air | 3 min 59 s 76 NR | Paris   | 16 juillet 2010   |
| 1 500 m | En salle     | 4 min 05 s 67    | Moscou  | 12 mars 2006      |
| Mile    | En plein air | 4 min 29 s 06    | Carmaux | 18 septembre 2010 |
| 3 000 m | En plein air | 8 min 52 s 21    | Zurich  | 19 août 2005      |

### Distinctions personnelles
- récompensée des « Sytales de la Réussite des Français venus de loin » à l'Assemblée nationale par le président de l'Assemblée nationale Jean-Louis Debré le 11 décembre 2004.

## Clubs
- 1994 - 1998 : Club de Boujad (Maroc)
- 2003 : Essonne Athletic
- 2004 - 2008 : CA Montreuil 93
- 2009 : Stade de Vanves Athlétisme
- 2010 : AS Anzinoise Athlétisme
- 2011-2012 : Jogging Melun–Val-de-Seine
- 2014 - en cours : Olympique Melun–Val-de-Seine